# Szőlősgyörök
Szőlősgyörök (hrvaško Ćorka) je vas na Madžarskem, ki upravno spada pod podregijo Lengyeltóti Šomodske županije. Naselje leži na južnem delu vinske regije Blatnega jezera. Po podatkih Lazsla Szite so v vasi v 18. stoletju že živeli samo Madžari.